# Dulovo (huyện)
Dulovo là một huyện thuộc tỉnh Silistra, Bungaria. Dân số thời điểm năm 2001 là 30591 người.